# Mitogaku
Die Mitogaku (jap. 水戸学; zu Deutsch etwa „Mito-Schule“) war eine konfuzianisch bzw. neokonfuzianisch und shintōisch ausgerichtete Schule von Gelehrten und Intellektuellen, die im Mito-han organisiert war, einem Lehen, das durch einen der drei höchsten Zweige (go-sanke, Mito-Tokugawa) der Tokugawa-Dynastie regiert wurde. Die Mitogaku nahm im Japan der Edo-Zeit bis zur Meiji-Restauration aktiven Einfluss auf Politik und Ideologie im ganzen Land und brachte neben der Kokugaku einige der bedeutendsten Denker und Ideen für die ideologische Entwicklung im aufkommenden japanischen Nationalismus und Tennōismus gegen Ende des Shōgunats hervor. In diesem Rahmen war sie vor allem in der ethnozentrisch-nativistischen Sonnō-jōi-Bewegung aktiv.

## Geschichte
Die Aktivitäten der Mitogaku waren wesentlich durch die von ihren Vertretern oft propagierte Auffassung bestimmt, dass Gelehrsamkeit (学問, gakumon) und Politik (政, matsurigoto) eine untrennbare Einheit bilden. In der Geschichte der Mitogaku lassen sich dementsprechend zwei Phasen des Wirkens ausmachen, in denen jeweils einer der beiden Aspekte dominierte:
1. Geschichtsschreibung (beginnend im späten 17. Jahrhundert)
2. Kritisches Engagement in der Politik (beginnend im späten 18. Jahrhundert).

Manche Autoren bevorzugen dagegen eine geschichtliche Einteilung der Mitogaku anhand der Lehnsherren (Daimyō) des Mito-han, deren Amtszeiten in Korrespondenz mit bestimmten Entwicklungsphasen der Mitogaku gesetzt werden können.

### Frühe Mitogaku
Die frühe Mitogaku war bestimmt durch das 1657 initiierte Projekt Dai Nihon shi (大日本史, „Geschichte Großjapans“). Unter diesem Namen begann auf Anweisung des damaligen Daimyōs des Mito-han, Tokugawa Mitsukuni (徳川光圀; 1628–1701), die Erstellung einer umfassenden Darstellung der japanischen Geschichte in schriftlicher Form. Diese sollte sich formal an Vorbildern aus der chinesischen Geschichtsschreibung, insbesondere am Shiji des Sima Qian, orientieren und also Annalen (allgemeine Chronologie), Essays (spezielle, institutionelle Themen), Biographien (von besonderen Persönlichkeiten) und Tabellen (schematische Schaubilder) umfassen. Im Jahre 1672 wurde für diesen Zweck ein eigenes Institut, das (erst später so genannte) Shōkōkan (彰考館), eingerichtet und Gelehrte aus den verschiedensten Schulen und Teilen des Landes angeheuert, um dort am Projekt zu arbeiten; diese bildeten die erste Generation der Mitogaku. Zu ihnen gehörten u. a. der exil-chinesische Konfuzianismus-Gelehrte Chu Shun-shui (chinesisch 朱之瑜, Pinyin Zhū Zhīyú; jap. Shu Shunsui; 1600–1682), sein Schüler Asaka Tanpaku (安積澹泊; 1656–1737), der Daoismus-Gelehrte Hitomi Bokuyūken (人見卜幽軒; 1598–1670), der buddhistische Mönch Sassa Munekiyo bzw. Sassa Jitchiku (佐々宗淳; 1640–1698), der Kimongaku-Gelehrte Kuriyama Senpō (栗山潜鋒; 1671–1706) und Miyake Kanran (三宅観瀾; 1673–1718). Das Shōkōkan befand sich zunächst in den Quartieren des Mito-Daimyōs in Edo (vgl. Sankin kōtai), bis Tokugawa Nariaki (1800–1860) im Jahr 1829 Daimyō des Mito-han wurde und den Sitz seiner Regierung sowie des Instituts in die Burgstadt Mito verlegen ließ.

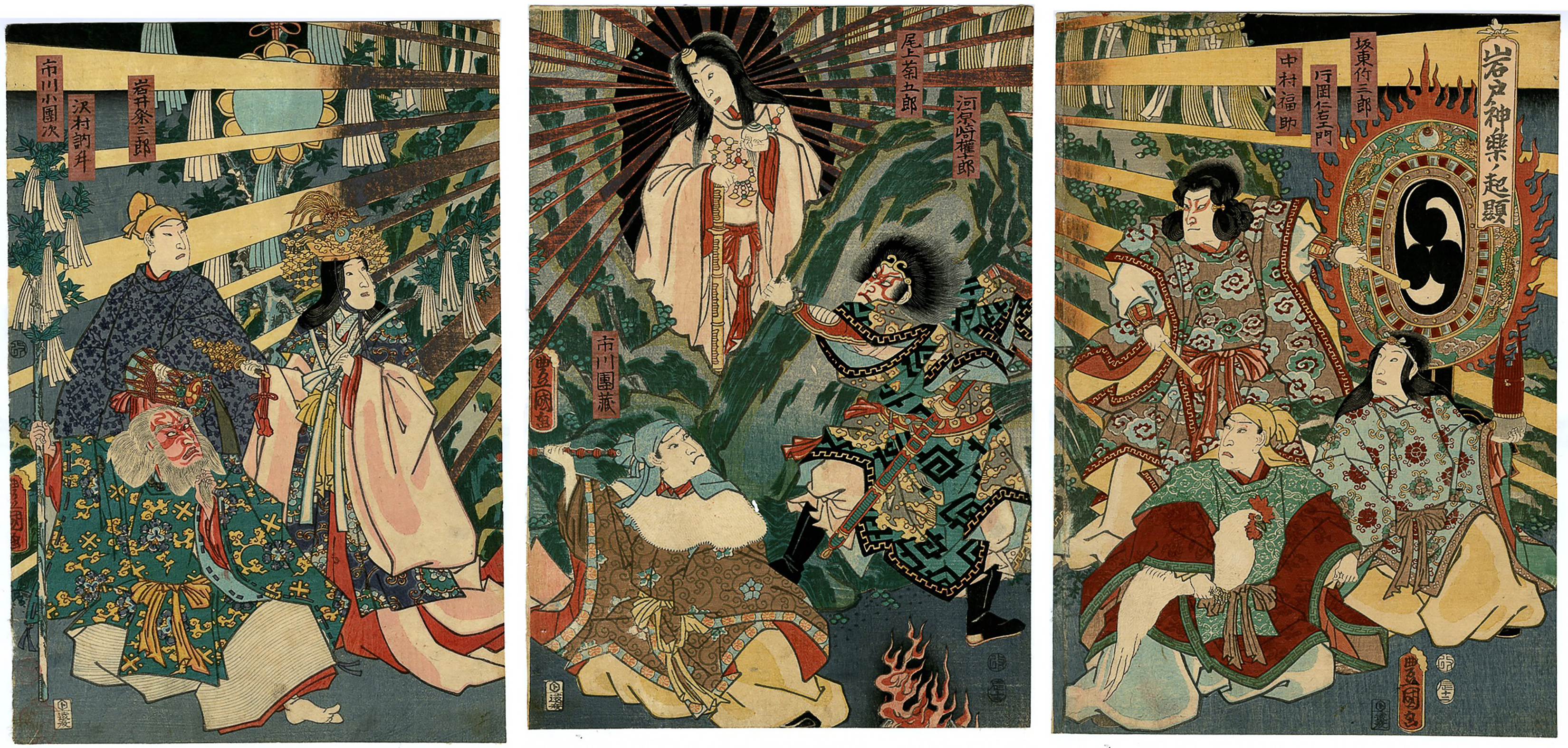
Die Kami Amaterasu, hier von Kunisada beim Verlassen ihrer Höhle dargestellt, begründete den Mythen nach die Souveränität des Tennō über Japan und galt daher den meisten Mitogaku-Gelehrten als höchste aller Gottheiten.

Die historiographische Arbeit der frühen Mitogaku war stark durch die damals im Rahmen des Bakufu einflussreich gewordene Kimongaku (崎門学) von Yamazaki Ansai (山崎闇斎; 1618–1682) geprägt, dessen Lehre aus einer Synthese von Shintō und Neokonfuzianismus in der Tradition der auf Zhu Xi zurückgehenden shushigaku (朱子学) bestand. Innerhalb der Kimongaku wurden die Berichte der stark mythologischen japanischen Geschichtswerke (vor allem Nihonshoki und Kojiki) wortwörtlich für wahr gehalten. Zudem seien in den Texten auch tiefere Ebenen von Sinn und Bedeutung enthalten, die ewige Wahrheiten enthielten und moralische und ethische Wirkung (insbesondere durch Erkenntnis rechter Formen von Verehrung, kindlicher Pietät und Loyalität) entfalten könnten. Diese Lehren wurden unter der Hypothese vereinheitlicht und systematisiert, dass Japan das Land der Götter (kami) und damit prinzipiell allen anderen Ländern überlegen sei. Weitere, wichtige Vordenker der Mitogaku waren die restaurationistisch-(neo)konfuzianischen Reformer Kumazawa Banzan (熊沢蕃山; 1619–1691) und Ogyū Sorai (荻生徂徠; 1666–1724).
Die Geschichtsschreibung der Mitogaku hob besonders die (angeblich nie unterbrochene) dynastische Linie des Tennō hervor, denn der Tennō galt in der Mitogaku als mystisch-symbolische Verkörperung der Einheit Japans und damit auch der Kontinuität der japanischen Geschichte. Diese Darstellung hatte allerdings zur Folge, dass tatsächliche Machtverhältnisse (die oft durch militärische und wirtschaftliche Faktoren geprägt waren, die nur extrem selten vom Tennō dominiert waren) in den Annalen des Dainihonshi ausgespart wurden, beziehungsweise für die Darstellung der Shōgune kreative und innovative Ansätze erforderte.
Für die Annalen und die Biographien, die 1720 abgeschlossen wurden, machte die Mitogaku zudem drei, damals innovative neue Interpretationen bezüglich der Frage legitimer Thronfolge:
1. dass Jingū keine Tennō, sondern nur eine Regentin für ihren Sohn, den Ōjin-tennō gewesen sei,
2. dass Temmu illegitimerweise den Thron usurpiert gehabt habe, der eigentlich seinem Neffen, dem Prinz Ōtomo, zugestanden hätte,
3. dass während des Schismas der Nordhof-Südhof-Zeit der südliche Hof bei Yoshino die rechtmäßige Tennō-Linie gewesen sei.

Maßgeblich für die historiographischen Interpretationen der Mitogaku war das konfuzianische Konzept meibun (名分), womit die rechte Übereinstimmung zwischen Name und Anteil bzw. Titel und Status der Mitglieder einer Gesellschaft gemeint war, also ein Ideal von in Begriffen systematisierbarer, legitimer Herrschaft, das als transzendente Idee der Beschreibung von historischen Prozessen logisch vorgelagert war. Dieses Konzept wurde im Japan des 18. des Jahrhunderts innerhalb der späten Mitogaku unter der Fujita-Fraktion dominant, da diese als Ursache der vielfachen politischen und sozialen Krisen dieser Zeit vor allem einen Niedergang der Moral ausmachte, der in den Missverständnissen über meibun zu finden sei.

### Späte Mitogaku
Die Arbeit hatte am Shōkōkan ca. 70 Jahre weitgehend stagniert, bis sie unter dem neuen Direktor Tachihara Suiken (立原翠軒; 1774–1823), der sein Amt im Jahr 1786 antrat, neu belebt wurde. Tachiharas Stoßrichtung, nicht die Arbeit an den noch ausstehenden Essays und Tabellen zu beginnen, sondern die Annalen und Biographien weiter mit Kommentaren auszuführen, stieß allerdings innerhalb der Mitogaku auf starke Opposition, weswegen er im Jahr 1803 zurücktreten musste. Sein Schüler und Rivale Fujita Yūkoku (藤田幽谷; 1774–1826) übernahm seinen Posten. Fujita war ein Samurai niedrigen Ranges und nicht-adeliger Herkunft, sowie neben Komiyama Fūken (小宮山楓軒; 1763–1840) eine der führenden Personen der Anti-Tachihara-Fraktion. Während Fujitas Amtszeit wurde die Ausrichtung der Mitogaku zunehmend politischer und dem Tennō noch untergebener. Zudem beschäftigte sich die Mitogaku, insbesondere nach dem Umzug des Shōkōkans von Edo nach Mito im Jahr 1829, vermehrt mit zeitgenössischen, innen- und sozialpolitischen Themen.

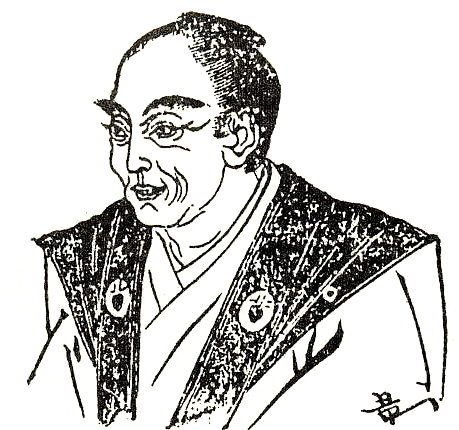
Fujita Tōko, Darstellung aus dem Teikoku jinmeijiten (帝国人名辞典; 1907)

Wichtige spätere Mitogaku-Vertreter in der Tradition von Fujita waren sein Sohn Tōko (藤田東湖; 1806–1855) und sein Schüler Aizawa Seishisai (会沢正志斎; 1782–1863), der 1825 mit seinem Werk Shinron (新論, „Neue Thesen“) das theoretische Fundament für den japanischen Nationalismus legte. Aizawa argumentierte darin für eine Rückbesinnung auf das von ihm als mythologisch-archaisch vorgestellte Kokutai-Ideal (das für die späte Mitogaku zur grundlegenden Konzeption werden sollte) und polemisierte in stark xenophober Stoßrichtung gegen den Buddhismus als eine genuin indische und damit Japan wesentlich fremde Religion, das den westlichen Mächten dienende Christentum, sinozentrische Formen des Konfuzianismus, sowie das subversive Moment der Holland-Studien.
Weitere Repräsentanten der späten Mitogaku waren Aoyama Nobuyuki (青山延于; 1776–1843) und sein Sohn Nobumitsu (青山延光; 1808–1871), sowie Toyoda Tenkō (豊田天功; 1805–1864) und Kurita Hiroshi (栗田寛; 1835–1899).
Die späte Mitogaku engagierte sich insbesondere in Bezug auf zwei Krisenherde der Politik im Tokugawa-Japan des ausgehenden 18. und frühen 19. Jahrhundert. Innenpolitisch von äußerster Brisanz war das Kollabieren des Shinōkōshō-Systems in Form von zunehmender Verstädterung der Bevölkerung. Diese hatte zur Folge, dass einerseits die Bauern unter die Herrschaft immer weniger, reicher Großgrundbesitzer kamen und massive Hungerskatastrophen sowie Bauernaufstände ausbrachen und andererseits sich die Bushi in den Städten oftmals bei den immer mächtiger werdenden Händlern hoch verschuldeten. Diese Krise hing eng zusammen mit der außenpolitischen Lage Japans, die seit Beginn des Tokugawa-Shōgunats durch weitestgehende Isolation Japans von der Außenwelt dominiert gewesen war, nun aber – wie auch das China der Qing-Dynastie und das indische Mogulreich – immer stärker unter den Druck der imperialistischen Handelskompanien und Kolonialmächte gelangte, wie z. B. das Edikt zur Vertreibung fremder Schiffe des Bakufu aus dem Jahr 1825 deutlich zeigte.

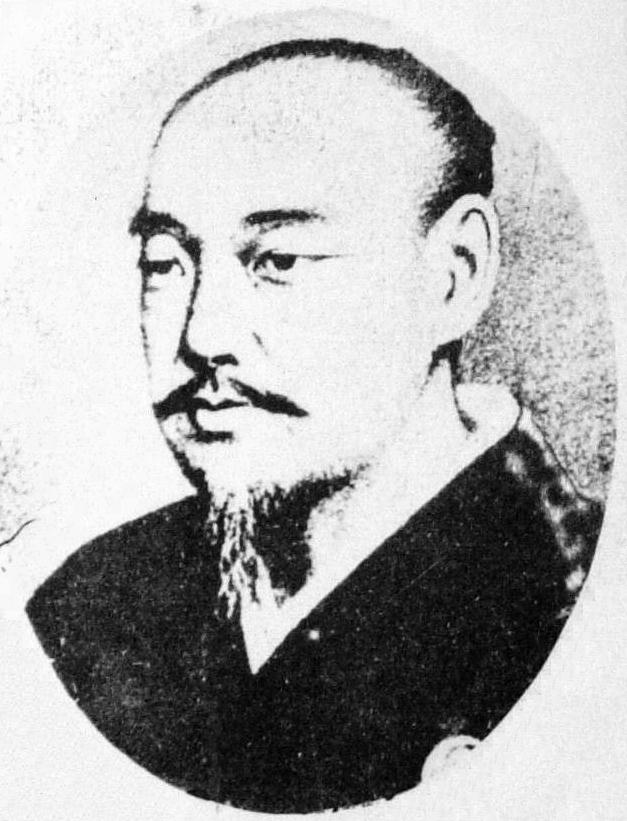
Tokugawa Nariaki, Daimyō des Mito-han von 1829 bis 1844

Die Antworten der Mitogaku auf diese Probleme bestanden in konservativ-restaurationistischen Reform-Vorschlägen, die sich auf das eigene Geschichtsbild der Mitogaku beriefen und teilweise in den Tempō-Reformen (天保の改革, tempō no kaikaku) im Mito-han umgesetzt werden konnten. 1837 stellte Tokugawa Nariaki eine Liste von Reformen mit höchster Priorität auf:
1. Die Landreform keikai no gi (経界の義; Kataster-Neubewertung und Umverteilung der Steuerlasten)
2. Die Militärreform dochaku no gi (土着の義; Rückkehr der Samurai aufs Land)
3. Die Bildungsreform gakkō no gi (学校の義; Einrichtung einer Akademie für das Han und regionaler Schulen auf dem Land)
4. Die Personalreform sōkōtai no gi (総交代の義; Auflösung des permanenten Stabs in Edo)

Insbesondere für die ersten drei Reformpunkte konnte die Mitogaku entscheidende Ideen umsetzen. So hatte Aizawa schon im Shinron die Rückkehr der Samurai aufs Land gefordert, damit u. a. die Verteidigung der Küsten gewährleistet werden könnte. Fujita Tōko beteiligte sich in führender Position aktiv an der Kataster-Neubewertung. Diese hatte u. a. dadurch weitreichende Konsequenzen, dass mit der Landreform kooperierende Eliten auf dem Land mit dem Landsamurai-Status, der bis zur Amtszeit von Nariaki noch käuflich gewesen war, belohnt wurden.
Am bedeutendsten für die Mitogaku war aber wohl die Bildungsreform, durch die ihre Ideale und Ansichten einer bislang unerreichbar hohen Anzahl von Japanern vermittelt wurden. An der Eröffnungszeremonie der Han-Schule namens Kōdōkan (弘道館) im Jahr 1841, an der Samurai in der Kriegskunst und in freien Künsten von Lehrern aus der Mitogaku ausgebildet werden sollten, waren ca. dreitausend Personen höchsten Ranges aus den verschiedenen Gesellschaftsschichten anwesend. Die Bauarbeiten dauerten aber noch weitere Jahre an, so dass die abschließenden Eröffnungszeremonien erst 1857 stattfinden konnten. Zur Ausbildung von Eliten auf dem Land (anfangs hauptsächlich in Medizin, später auch in (neo)konfuzianischer Moralphilosophie) wurden mehrere sogenannte kyōkō (郷校) eingerichtet: das Keigyōkan im Minato-mura (1835), das Ekishūkan im Ōta-mura (1837), das Kōgeikan (später Kashūkan) im Ōkubo-mura (1839) und das Jiyōkan (1850).

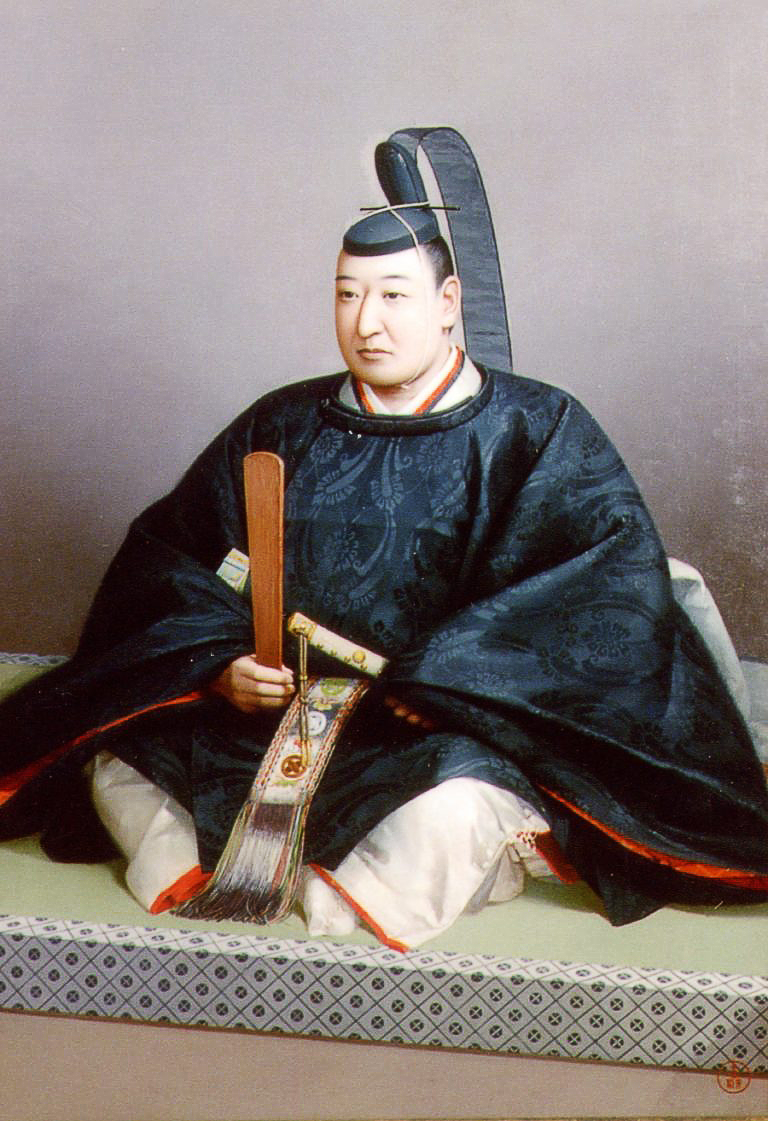
Abe Masahiro, Rōjū im Tokugawa-bakufu von 1843 bis 1857

Zwar wurden die Tempō-Reformen durch Intervention des Bakufu in Gestalt des Rōjū Abe Masahiro (阿部正弘; 1819–1857) im Jahr 1844 gestoppt und teilweise rückgängig gemacht. Als Gründe hierfür wurden u. a. geltend gemacht, dass in den Reformen zu viel der eh knappen finanziellen Mittel des Mito-han für Bauprojekte wie das Kōdōkan verwendet, Schusswaffen angesammelt und Rōnin von außerhalb des Hans angeheuert worden waren. Zudem wurden Maßnahmen getadelt, bei denen der Schrein-Shintō auf Kosten buddhistischer Tempel aufgewertet worden war (vgl. Shinbutsu-Bunri) und auch buddhistische Idole und Glocken eingeschmolzen wurden, um daraus Kanonen zu bauen.
Nariaki wurde unter Hausarrest gestellt, die Macht im Mito-han drei anderen Daimyō übergeben und die an den Reformen beteiligten Mitogaku-Gelehrten ihrer Ämter enthoben. Dies rief eine Protestbewegung hervor, deren Mitglieder bis 1845 zumeist zu Gefängnisstrafen verurteilt wurden. Die Haltung des Bakufu änderte sich jedoch radikal, nachdem Matthew Perry am 8. Juli 1853 mit seinen Schwarzen Schiffen in der Bucht von Edo eintraf. Nariaki wurde begnadigt und zum militärischen Berater des Bakufu ernannt. Er blieb dies zwar nur kurze Zeit, hatte mit seinen Ideen jedoch erheblichen Einfluss auf die Außenpolitik des Bakufu.
Durch die Versöhnung mit dem Bakufu konnte Nariaki durch seinen Sohn Yoshiatsu (徳川慶篤; 1832–1868) seine Reformpolitik wieder aufnehmen, so dass während der Ansei-Zeit (1854–60) neun weitere Schulen auf dem Land gebaut wurden, die diesmal unter der Bezeichnung bunbukan (文武館) firmierten. Diese nicht mehr nur für die Eliten zugänglichen Landschulen trugen im Angesicht der Konvention von Kanagawa und anderer vom Bakufu offensichtlich nicht mehr zu bewältigenden Schwierigkeiten erheblich zur Propagierung der Sonnō-jōi-Bewegung und der politischen Radikalisierung der Landbevölkerung auf nationaler Ebene bei. An den Schulen im Mito-han wurden vor allem die Kriegskünste gelehrt, was die Grundlage für die im September 1855 erstmals im Mito-han aufgestellten Bauern-Milizen (農兵, nōhei) bildete.

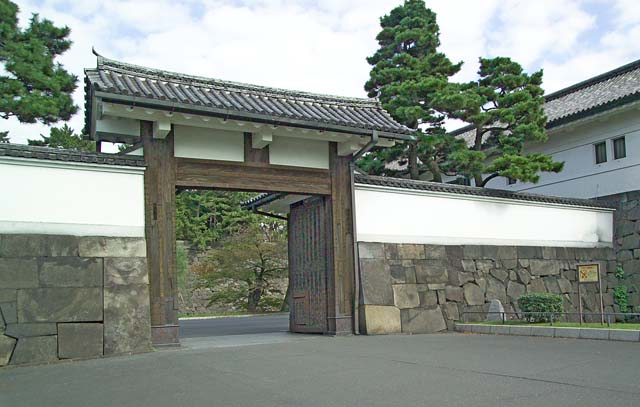
Das Sakurada-Tor, Ort des Attentats auf Ii Naosuke

Nachdem Tokugawa Nariaki sich in verschiedenen Fragen gegen den mittlerweile zum Tairō im Bakufu avancierten, konservativen Daimyō Ii Naosuke gestellt hatte, wurde Nariaki 1858 wiederum unter Hausarrest gestellt. Ii unterdrückte jegliche Opposition gegen seine Politik in der sogenannten Ansei-Säuberung von 1858 bis 1859. Dies hatte schließlich zur Folge, dass er am 3. März 1860 von radikalen Mito-Reformern (15 Samurai und 3 Shintō-Priester) am Sakurada-Tor vor der Burg Edo ermordet wurde.
Diese Entwicklungen im Mito-han kulminierten schließlich am 27. März 1864, als sich etwa 150 Samurai, Priester und (größtenteils) Bauern aus der radikal-reformatorischen Gruppierung (darunter Fujita Tōkos Sohn Koshirō (藤田小四郎; 1842–1865)) auf dem Berg Tsukuba versammelten und ihre Absicht erklärten, sonnō jōi zu propagieren. Auf ihrem Weg durch mehrere Lehen in den folgenden Monaten, während dessen sich ihre Anzahl auf 1.500 bis 2.000 Mann erhöhte, verbreiteten sie politische Schriften, die voll auf der Ideologie der Mitogaku fußten und lieferten sich mehrere Schlachten mit den Truppen des Bakufu, bis sie im Dezember desselben Jahres niedergeschlagen wurden. Diese als Tengu-Aufstände (天狗党の乱, Tengutō no ran) bekannt gewordenen Unruhen waren der erste frühe Vorläufer der Meiji-Restauration (1868), die im Mito-han besonders brutal verlief.
Mit der Auflösung der Han im Jahr 1871 verschwand die materielle Basis für die Mitogaku. Das Dainihonshi wurde schließlich unter Anleitung der Tokugawa-Familie im Jahr 1906 mit ca. vierhundert Bänden (巻, kan) fertiggestellt und dem Meiji-tennō überreicht.